# Андерссон, Биби
Биби Андерссон, также Андерсон (швед. Bibi Andersson, урождённая Берит Элисабет Андерссон (Berit Elisabeth Andersson); 11 ноября 1935, Стокгольм — 14 апреля 2019) — шведская актриса.

## Биография
Училась в Королевской драматической театральной школе Й. Терсеруса, в школе при «Драматен театер». Работала в театре Мальмё, руководителем которого был Ингмар Бергман. В фильме Бергмана «Улыбки летней ночи» Андерссон исполнила одну из своих первых ролей (маленький эпизод). Получила известность после участия в фильмах Бергмана «Седьмая печать», «Земляничная поляна», «Лицо». Она сыграла в одиннадцати картинах режиссёра. Одной из лучших ролей считается роль медсестры Альмы в фильме «Персона» (1965), за которую она получила ряд премий.
Снималась также в фильмах шведского режиссёра Вильгота Шёмана — «Любовница» (1962), «Постель для брата и сестры, 1782» (1966), «Я краснею» (1980). В 1970-х годах Андерсон сыграла в картинах советских режиссёров — Юрия Егорова («Человек с другой стороны», 1971, совместная советско-шведская постановка) и Михаила Богина («О любви», 1970).
Андрей Тарковский рассматривал кандидатуру Андерссон на роль Хари (фильм «Солярис», 1972).
В начале XXI века трижды была удостоена шведской национальной кинопремии «Золотой жук» за лучшую женскую роль второго плана: за работы в фильмах «Всякое случается» (2001), «Элина, словно меня и не было» (2004) и «Арн: Рыцарь-тамплиер» (2008).
Весной 2009 года у Андерссон случился обширный инсульт. С этого времени она постоянно проживала в больнице для престарелых в Стокгольме. Биби Андерссон умерла 14 апреля 2019 года.
Биби Андерссон трижды была замужем: за сценаристом и кинорежиссёром Челлем Греде (1960—1973), за политиком Пером Альмарком (1978—1981), за врачом Габриэлем Баэза (с 2004). Два первых брака закончились разводом. Старшая сестра Биби Андерссон — балерина и актриса Герд Андерссон.

## Фильмография
- 1954 — Деньги господина Арне / Herr Arnes penningar
- 1954 — Ночь в замке Глиминджи / En natt på Glimmingehus
- 1955 — Улыбки летней ночи / Sommarnattens leende — актриса
- 1957 — Седьмая печать / Det sjunde inseglet — Миа
- 1957 — Земляничная поляна / Smultronstället — Сара
- 1958 — У истоков жизни / Nära livet — Ёрдис Петтерсон
- 1958 — Лицо / Ansiktet — Сара
- 1960 — Око дьявола / Djävulens öga — Бритт-Мари
- 1963 — Любовница / Älskarinnan — девушка
- 1964 — Не говоря уже обо всех этих женщинах / För att inte tala om alla dessa kvinnor — Гумлан
- 1966 — Персона / Persona — Альма
- 1966 — Постель для брата и сестры, 1782 / Syskonbädd 1782 — Шарлотта
- 1969 — Страсть / En passion — Эва Вергерус
- 1970 — Письмо из Кремля / The Kremlin Letter — Эрика Коснов
- 1970 — О любви — девушка, встречающая Николая в аэропорту
- 1971 — Прикосновение / Beröringen — Карин Вергерус
- 1971 — Человек с другой стороны / Mannen från andra sidan (СССР/Швеция) — Бритт Стагнелиус
- 1973 — Сцены из супружеской жизни / Scener ur ett äktenskap — Катарина
- 1976 — Блондинка / Blondy
- 1976 — В Сантьяго идёт дождь — Моника Кальве
- 1978 — Любовь под вопросом / L`amour en question — Катрин Дюма
- 1979 — Женщина+женщина / Twee vrouwen — Лаура
- 1979 — Квинтет / Quintet — Амброзия
- 1981 — Я краснею / Jag rodnar — Сив Андерссон
- 1983 — На виду / Exposed — Маргарет
- 1987 — Пир Бабетты / Babettes gæstebud — шведская гофдама
- 2002 — Элина, словно меня и не было / Elina — Som om jag inte fanns
- 2007 — Арн: Рыцарь-тамплиер / Arn — Tempelriddaren — мать Рикисса
- 2008 — Арн: Королевство в конце пути
- 2009 — Мороз / The Frost — Бабка-крысоловка